# Ньямиланду, Уолтер
Уолтер Макмиллан Ньямиланду Манда (англ. Walter MacMillan Nyamilandu Manda; 11 ноября 1971 года, Малави) — малавийский футболист, защитник, футбольный функционер. Член Исполнительного комитета КАФ. В прошлом — президент Футбольной ассоциации Малави и член Исполнительного комитета ФИФА.

## Карьера
В 1990-е выступал за сборную Малави, дебютировал 8 июля 1993 года в матче против сборной Свазиленда. В составе сборной участвовал в отборе к Чемпионату мира 1998 и отборе к Кубку африканских наций 1998, а также играл на первом Кубке КОСАФА. Последний матч провёл 12 июля 1997 года против сборной Замбии.
В 2004 году был избран президентом Футбольной ассоциации Малави (ФАМ), впоследствии был переизбран в 2007, 2011, 2015 и 2019 годах; всего на своём посту пробыл 19 лет. За время пребывания Ньямиланду в президентской должности сборная Малави дважды выходила на Кубок африканских наций — в 2010 и в 2022 годах; до этого сборная принимала участие лишь в одном КАН (в 1984 году). Женский футбол в стране также получил развитие: женская сборная завоевала серебро на Кубке КОСАФА 2022, а её главная звезда, Табита Чавинга стала лучшим бомбардиром и лучшей футболисткой итальянской Серии А в составе «Интера». Кроме того, ФАМ способствовала развитию местных футбольных турниров, вложив в них значительные средства, а также обеспечив безопасность их проведения. Была создана и реализована программа, направленная на выявление и развитие молодых футболистов. Серьёзных успехов добилась и пляжная сборная Малави, вошедшая в восьмёрку лучших сборных Африки. Несмотря на все успехи, за это время ФАМ отметилась рядом скандалов, например, необоснованным увольнением главного тренера сборной Меке Мвасе. На выборной конференции 16 декабря 2023 года уступил пост президента ФАМ президенту Суперлиги Малави Флитвуду Хайя.
В 2018 году Ньямиланду стал первым малавийцем и одним из немногих африканцев, избранных в руководящий орган мирового футбола, ФИФА, в качестве члена Исполнительного комитета. 12 июля 2023 года был избран в Исполнительный комитет КАФ.